# خانه صوفی عنایتی
خانه صوفی عنایتی مربوط به دوره پهلوی است و در املش، خیابان امام خمینی، کوچه رهبری، پلاک ۳ واقع شده و این اثر در تاریخ ۱ مهر ۱۳۸۲ با شمارهٔ ثبت ۱۰۲۶۰ به‌عنوان یکی از آثار ملی ایران به ثبت رسیده است.